# Сулия (футбольный клуб)
«Сулия» (исп. Zulia Fútbol Club) — венесуэльский футбольный клуб из города Маракайбо. В настоящий момент выступает в Примере Венесуэлы, сильнейшем дивизионе страны.

## История
Клуб основан 16 января 2005 года. Начал свои выступления в четвёртом по силе дивизионе Венесуэлы, каждый сезон завершал повышением в классе, и в сезоне 2008/09 «Сулия» дебютировала в высшем дивизионе Венесуэлы.
В своём дебютном сезоне клуб занял высокое 5-е место из 18 команд, лишь в шаге остановившись от попадания в южноамериканские кубки. В следующем сезоне 2009/10 «Сулия» заняла 6-е место и вновь ей не хватило одного места для попадания в Южноамериканский кубок. Сезон 2010/11 клуб завершил не слишком удачно, завершив чемпионат лишь на 14-й позиции.
Домашние матчи команда проводит на стадионе «Хосе Паченчо Ромеро», вмещающем 40 800 зрителей, на этом стадионе проводились матчи Кубка Америки 2007.

## Достижения
- Вице-чемпион Венесуэлы (1): 2016
- Чемпион Второго дивизиона Венесуэлы (1): 2007/08
- Обладатель Кубка Венесуэлы (2): 2016, 2018